# Follet fressós
Un follet fressós o follet baladrer és un suposat fenomen parapsicològic que es manifestaria mitjançant sorolls o moviments d'objectes. S'utilitza de vegades la paraula alemanya Poltergeist, que com a mot compost del verb poltern (fer soroll) i geist (follet) té exactament el mateix significat que follet fressós. El follet fressós, invisible i només perceptible indirectament per l'efecte de les seves accions es diferencia del fantasma que és un esperit que es fa visible, però s'està silenciós.

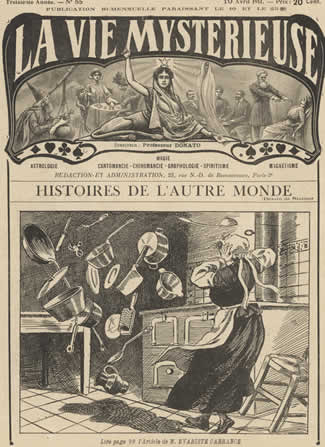
Portada de la revista francesa La Vie Mysterieuse del 1911, arran de la notícia que la treballadora domèstica, Therese Selles, era turmentada per un follet fressós

Certs esdeveniments violents que passen en un lloc suposadament encantat i per als quals no hi hauria una causa natural o lògica que la ciència pugui explicar, han sigut atribuïts a les forces d'un follet fressós. Entre les actuacions d'un follet baladrer s'hi inclouen sorolls considerats com inexplicables, moviments d'objectes inanimats, materialització, desaparició de queviures, l'engegada o aturada «inexplicable» de maquinari elèctric, olors estranyes i atacs físics. Segons la parapsicologia, els fets «paranormals» són l'obra de l'espèrit d'una persona morta o el resultat de telequinesi inconscient derivada d'estrès o tensió emocional.
La major part dels casos s'han revelat com a superxeria o trucs de prestidigitació. Del punt de vista científic, certs fets «supernaturals» es poden explicar per fenòmens totalment naturals, deguts a efectes d'electricitat estàtica, camps electromagnètics, aire ionitzat, infrasons o ultrasons. També podrien venir de simples al·lucinacions, com les que són causades per enverinament per monòxid de carboni.

## Explicacions científiques
Els científics atribueixen els fenòmens poltergeist al frau o a la interpretació sobrenatural de fenòmens explicables a través de principis físics, com l'electricitat estàtica, camps electromagnètics, ultra i infrasò, o l'aire ionitzat. En algunes ocasions, com en el cas poltergeist de Rosenheim, el físic Friedbert Karger del Max-Planck-Institut für Plasmaphysik i Gerhard Zicha de la Universitat Tècnica de Múnic no van trobar cap proves d'aquests fenòmens, i els que donen suport a les teories paranormals argumenten que mai es va tenir coneixement de cap frau, fins i tot després d'una exhaustiva investigació. Un altre cas conegut van ser les germanes Margaret i Kate Fox que el 1847 als Estats Units d'Amèrica van inventar un follet fressós amb el qual van tenir un èxit que va fomentar el moviment de l'espiritisme. Tot i confessar l'engany a la fi de la seva vida (van crear els sorrolls de l'espèrit amb els seus dits del peu) no es va parar el moviment i intel·lectuals coneguts com a Victor Hugo i Camille Flammarion es fan adeptes assidus de l'espiritisme i ocultisme.
Segons la física, determinades ones sonores de certes freqüències associades a les de la sala on es produeixen, poden generar una ona estacionària que ressoni en l'humor vitri de l'ull humà i produir la sensació de notar moviment o activitat a banda i banda de l'ull.
Si la longitud d'ona de l'ona estacionària resultant té la mida d'alguna de les dimensions espacials de la sala, es produeix aquest efecte. El so seria generat per alguna font constant i inaudible de baixa freqüència, com un electrodomèstic o un ventilador. En tenir baixa freqüència, la seva longitud d'ona seria propera, semblant o coincident amb la mida d'una sala de proporcions típiques. No obstant això, aquesta hipòtesi no explica els fenòmens paranormals que puguin succeir-se en un espai a l'aire lliure o a una sala en la qual no es produeixi cap so constant, o tampoc aquells fenòmens de gran intensitat.
Aquesta hipòtesi planteja que molts fenòmens paranormals que comportin moviment d'objectes inanimats, puguin ser causats per generadors d'aire a alta pressió que empenyin aquests objectes amb gran violència. No obstant això, aquesta teoria no té credibilitat en la majoria de les ocasions.

## Explicacions pseudocientífiques
Els poltergeist ja s'haurien manifestat des de l'antiguitat amb una predilecció per França i Alemanya. Els fantasmes ans al contrari haurien una preferència per als estatges de l'alta noblesa d'Anglaterra i Escòcia. Als Estats Units d'Amèrica, l'absència de castells el biòtop natural dels fantasmes, seria l'explicació que allà s'hagin trobat sobretot desenvolupat els follets fressosos.
L'astrònom francès Camille Flammarion va fascinar-se pel fenomen i va desenvolupar una teoria segons la qual poguessin explicar-se per l'acció de l'inconscient pel qual es coneix com a «vergues psíquiques». William Jackson Crawford (1881-1820), professor de mecànica a l'Escola tècnica municipal de Belfast i William Crookes van fer la hipotesi la levitació, per exemple, es fa per una substància invisible que efluiria del mèdium i que es solidificava en «vergues psíquiques» fet d'ectoplasma i que tendrien un efecte de palanca. Aquestes vergues invisibles podrien canviar-se amb molta rapidesa i prendre qualsevol forma o mida. Pretenia que podia sentir i interceptar aquestes verges «fredes i enganxóses» quan passava la mà al turmell del mèdium. Així quan sortien del mèdium, la verga seria semivolàtil i la punta s'enduriria, i així podria fer els cops, moviments i trencaments d'objectes, levitacions, etc. Però no només es podia parlar de vares psíquiques sinó també d'energia psíquica, per explicar aquests moviments. Altres científics no van poder replicar les experiències de Crawford fetes amb un maquinari complex, i Crawford mai no va acceptar testimonis i les seves fotos són dubtoses. El 1931 el psicòleg Joseph Rastrow va criticar la concepció poca científica de les experiències de Crawford, tot i veure hi una excel·lent prova dels efectes del prejudici sobre les observacions d'una persona malgrat la seva formació acadèmica.
Hi ha també la teoria de la quarta dimensió de Karl Friedrich Zöllner, que va concloure a la seva existència en experimentar amb el mèdium Henry Slade, i amb la qual pretenia explicar tots els feonomens de follets fressosos. Tot i que va adverar-se que el mèdium Slade va enganyar-lo amb trucs de prestidigitació, no va canviar la seva teoria.